# Caruso (bài hát)
"Caruso" là bài hát được viết bởi ca sĩ-người viết nhạc người Ý Lucio Dalla vào năm 1986. Ca khúc dành tặng Enrico Caruso, một giọng nam cao người Ý. Sau khi Lucio Dalla qua đời, ca khúc xuất hiện trên bảng xếp hạng Italian Singles Chart, đạt vị trí thứ 2 trong 2 tuần liên tiếp. Đĩa đơn cũng được chứng nhận Bạch kim bởi Liên đoàn Công nghiệp âm nhạc Ý.

## Ý nghĩa bài hát
Bài hát nói về nỗi đau và nỗi mong chờ của một người đàn ông sắp chết, khi anh nhìn vào đôi mắt của một cô gái vô cùng thân yêu với anh. Lời bài hát có bao gồm một số chi tiết gợi nhắc đến những con người và địa điểm trong cuộc đời của Caruso.
Lucio Dalla đã nói về nguồn gốc và ý nghĩa của bài hát trong một cuộc phỏng vấn với tờ báo lớn của nước Ý, Il Corriere della Sera. Vào thời điểm đó, ông đang dừng chân tại thị trấn Sorrento gần vịnh Napoli, và ở tại khách sạn Excelsior Vittoria Hotel. Một cách tình cờ, phòng của ông lại trùng với căn phòng mà nhiều năm trước, giọng nam cao Enrico Caruso đã sống những ngày tháng cuối đời. Dalla đã được truyền cảm hứng để viết bài hát, sau khi những người chủ khách sạn kể với ông về những ngày cuối cùng trong đời Caruso, và về tình cảm của ông dành cho một trong những nữ sinh trẻ theo học ông.
Caruso là một nam ca sĩ opera nổi tiếng người Ý, cũng là một trong số những nghệ sĩ vĩ đại và được yêu cầu diễn nhiều nhất trong khoảng thời gian cuối thế kỉ 19 - đầu thế kỉ 20. Tuy nhiên, ông sống một cuộc đời khốn khó và không mấy vui vẻ, từng phải đối mặt với nhiều thách thức và vấn đề với các nhà hát opera của Ý. Ông đạt được thành công và danh tiếng nhiều hơn tại Hoa Kỳ.
Caruso sinh ra trong một gia đình nghèo ở Naples. Ông thường gần gũi với phụ nữ, và có một vài mối quan hệ tình ái với những người phụ nữ nổi tiếng hoạt động nghệ thuật. Tuy nhiên, chúng thường kết thúc trong đau đớn. Mối quan hệ dài và nồng nhiệt nhất của ông là cuộc kết hôn với Ada Giachetti, người sau đó đã sinh cho ông 2 con trai. Mối quan hệ này chấm dứt, khi Ada bỏ ông để đến với tài xế của cô. Vài năm trước khi Caruso qua đời, ông gặp và kết hôn với một người phụ nữ trẻ hơn ông 20 tuổi, Dorothy Park Benjamin, người mà Lucio Dalla đã mô tả trong "Caruso". Hai người có một con gái tên Gloria.
Guardò negli occhi la ragazza quegli occhi verdi come il mare

Anh nhìn vào đôi mắt xanh như biển khơi của cô gái

Poi all'improvviso uscì una lacrima e lui credette di affogare

Nhưng rồi, một giọt lệ rơi, và anh ấy tin là mình đã chết chìm trong đó
"Surriento" là cách gọi khác của thị trấn Sorrento, theo phương ngữ Napoli. Đia điểm này ám chỉ những chuyến viếng thăm thường xuyên của Caruso đến thị trấn gần bờ biển và khách sạn Excelsior Vittoria Hotel.
Te voglio bene assaje

Anh yêu em rất nhiều

ma tanto tanto bene sai

nhiều lắm, em biết không

è una catena ormai

Tình yêu ấy như đã tan chảy'

che scioglie il sangue dint'e vene sai...

hòa chung vào dòng máu của chúng ta
Nhạc và lời của đoạn điệp khúc trên dựa trên một bài hát tiếng Napoli, có tựa đề "Dicitencello vuje", xuất bản năm 1930 bời Rodolfo Falvo (nhạc) và Enzo Fusco (lời), được viết theo truyền thống "lãng mạn" của Napolitan với phong cách opera mạnh.
Cụm từ "Ti voglio bene", dù mang nghĩa văn chương là "Tôi muốn những điều tốt đẹp nhất cho bạn," thường được sử dụng trong các văn cảnh lãng mạn — thường là trước người yêu của nhân vật. Cụm từ chính xác là: "Te voglio bene assaje, ma tanto tanto bene sai" và có nghĩa là: "Tôi yêu em rất nhiều. Nhiều, nhiều lắm, em biết không" theo phương ngữ Napoli. Theo sau đó là câu hát: "Chúng ta đã xây dựng một tình yêu nồng cháy, mà đã hòa vào mạch máu của anh, em biết đấy".
Video âm nhạc chính thức của Lucio Dalla cho bài hát được ghi hình tại "Caruso Suite" gần khách sạn Excelsior Vittoria Hotel. Enrico Caruso qua đời tại khách sạn Vesuvio Hotel ở Naples.
Năm 2015, nhân dịp kỷ niệm 3 năm ngày mất của Dalla, GoldenGate Edizioni xuất bản một cuốn tiểu thuyết tiểu sử viết bởi Raffaele Lauro, "Caruso The Song - Lucio Dalla and Sorrento", trong đó có tiểt lộ những câu chuyện chưa kể của nghệ sĩ trong suốt gần 25 năm (từ 1964 đến 2012) gắn bó với Sorrento ("Sorrento thật sự trở thành một phần của tâm hồn tôi"), và những cảm hứng của chính ông để viết ra "Caruso". Bộ phim tài liệu của cùng tác giả, "Lucio Dalla and Sorrento - Places of the Soul", được giới thiệu ở buổi công chiếu toàn quốc trong liên hoan phim Social World Film Festival 2015 vào ngày 7 tháng 8 năm 2015, tại Vico Equense.

## Các bản hát lại
- Karel Gott & Marta Kubišová đã hát lại bài hát này với tựa đề mới là "Jaká to nádhera".
- Anna Oxa đã thể hiện lại bài hát trong album Fantastica (1988).
- Bản hát lại của Garðar Thór Cortes, giọng nam cao người Iceland.
- Bản hát lại của Katherine Jenkins, giọng nữ trung trữ tình xứ Wales.
- Ca sĩ người Hi Lạp Maria Farantouri, với phần âm nhạc biên soạn bởi Leo Brouwer, đã trình bày bài hát trong album Maria Farantouri - 17 Songs phát hành năm 1990.
- El Cigala đã hát lại ca khúc trong album Dos Lagrimas, thể hiện phần điệp khúc bằng tiếng Ý, phần còn lại của bài hát bằng tiếng Tây Ban Nha.
- Estela Raval hát lại phiên bản tiếng Pháp của bài hát trong album UN ghi âm tại Chile năm 1990.
- Andrea Bocelli hát lại ca khúc trong album đầu tay Il mare calmo della sera (1994), và trong album bán chạy nhất sự nghiệp của mình, Romanza.
- Ca sĩ người Ý Milva, với phần âm nhạc được biên soạn bởi James Last, đã hát lại ca khúc vào năm 1994 trong album Milva & James Last: Dein Ist Mein Ganzes Herz hợl tác với James Last. Một bản ghi âm trực tiếp của bài hát khi biểu diễn tại Osaka, Nhật Bản vào năm 1996 được đưa vào phiên bản giới hạn của album Live and More (Milva Collectors Club) phát hành năm 1998.
- Luciano Pavarotti ghi âm ca khúc vào năm 1986. ("Phiên bản hay nhất tính đến hiện tại" nằm trong album kép Tutto Pavarotti). Ông đã thể hiện bài hát trong nhiều chuyến lưu diễn, đáng chú ý nhất là bản hát cùng tác giả Lucio Dalla trong album phát hành năm 1993, Pavarotti and Friends, và bản hát trong vai trò là thành viên của The Three Tenors trong album Paris 1998.
- Bản hát lại của Aldo Romano Quartet, nghệ sĩ trumpet bị khiếm thính (Paolo Fresu) trong album Non Dimenticar (1999).
- Lara Fabian, nghệ sĩ người Bỉ-Canada hoạt động tại Quebec, Bỉ và Hoa Kỳ, đã hát lại ca khúc trong album En Toute Intimité (2003). Cô cũng trình diễn bài hát này trong các chuyến lưu diễn Pure Concert năm 1996, năm 2003 và trên kênh truyền hình PBS năm 2000.
- Julio Iglesias hát lại bài hát trong album Crazy (1994).
- Ca sĩ người Nga Vitas hát lại bài hát vào năm 2002 (sau đó được phát hành dưới dạng kỹ thuật số trên trang web chính thức của Vitas, cũng như trên kênh phát thanh trực tuyến của anh vào năm 2011).[9]
- Josh Groban hát lại bài hát trong album phòng thu thứ hai của mình, Closer (2003).
- Một phiên bản hát chậm rãi của bài hát nằm trong album Siempre phát hành tháng 11 năm 2006 của Il Divo, gồm một số thay đổi trong khóa nhạc và sắp xếp ca khúc cho 4 thành viên.
- Sergio Franchi đã hát lại ca khúc năm 1989, trong album cuối cùng của mình, Encore.
- Fatih Erkoç đã hát lại bài hát bằng tiếng Thổ Nhĩ Kỳ với tựa đề mới "Ağlama" trong album phát hành năm 1996, Kardelen.
- Florent Pagny thể hiện lại ca khúc vào năm 1996. Sau khi được phát hành thành đĩa đơn, phiên bản của anh đạt vị trí á quân bảng xếp hạng Pháp và vị trí thứ 3 trên bảng xếp hạng Wallonia của Bỉ.
- Ca khúc được Antonio Forcione và Sabina Scubbia trong album phát hành năm 1997 của Forcione, Meet Me In London.
- Ca sĩ nhạc pop người Ý Mina hát lại ca khúc trong đĩa LP kép Ti conosco mascherina, phát hành năm 1990.
- Zizi Possi ghi âm bài hát trong album Per Amore (1997).
- Mercedes Sosa hát lại bài hát trong album Sino (1993).
- Russell Watson hát lại bài hát trong album The Voice (2000).
- Ricardo Montaner hát lại bài hát trong album Ricardo Montaner Gold (2001).
- Neal Schon, nghệ sĩ ghi-ta nhạc rock người Mỹ, ghi âm một bản độc tấu ghi-ta cho bài hát trong album Voice phát hành năm 2001.
- Năm 2005, bài hát được hát lại bởi giọng nam cao người Anh Jon Christos trong album đầu tay Northern Light.
- Năm 2006, Mario Frangoulis đã đưa màn biểu diễn trực tiếp của anh tại nhà hát Herod Atticus Theatre ở Athens, Hi Lạp năm 2005, vào album Music of the Night (Sony Classical).
- Ca sĩ người Chile Bárbara Muñoz đã ghi âm một phiên bản pop trong album Amanecer năm 2006. Cô đã ghi âm một bản trình bày của bài hát này, trước khi tham gia chương trình truyền hình "Rojo Fama Contrafama"
- Nghệ sĩ trumpet Chris Botti thể hiện lại bài hát tròn album album Italia phát hành năm 2007.[10][11]
- Năm 2007, bài hát được Paul Potts hát lại trong album đầu tay One chance.
- Năm 2008, bài hát được nhóm nhạc rock người Macedonia Next Time thể hiện lại.
- Cũng trong năm 2008, nhóm Pharos ghi âm bài hát cho album The Best POP Opera 2008.
- Năm 2009, Dominic Mancuso hát lại ca khúc trong album thắng giải Juno của anh, Comfortably Mine.
- Năm 2010, thí sinh 14 tuổi Cristian Imparato thể hiện bài hát trong chương trình Io Canto của Mediaset Canale 5 của Ý, sau đó trở thành "Campione" hay Người thắng cuộc của chương trình.
- Ngày 22 tháng 1 năm 2010, Danny Jones của McFly hát một phiên bản ngắn của bài hát trong vòng 2 của chương trình Popstar to Operastar của kênh ITV.
- Mark Masri ghi âm bài hát trong album La Voce phát hành năm 2010.
- Mark Vincent cũng ghi âm một phiên bản riêng của bài hát cho album The Great Tenor Songbook (2010).
- Alfie Boe hát lại bài hát trong album phát hành năm 2011, You'll Never Walk Alone - The Collection.
- Nino Porzio hát lại ca khúc trong album Caruso (2011).
- Ca khúc được thể hiện bởi bộ đôi Jonathan và Charlotte trong vòng bán kết cuộc thi Britain's Got Talent vào tháng 5 năm 2012, và trong album Together phát hành ngày 24 tháng 9 năm 2012.
- Julian Jensen biểu diễn ca khúc trong bộ phim One More Kiss và bài hát cũng nằm trong album nhạc phim.
- Năm 2013, thành viên Ignazio Boschetto của bộ ba pop-opera Il Volo biểu diễn một bản hát lại trong chuyến lưu diễn của Il Volo.
- Năm 2013, bộ ba ca sĩ opera FORTE biểu diễn ca khúc trong mùa thứ 8 của chương trình America's Got Talent.
- Năm 2013, bài hát được đưa vào tập 2 của mùa 2 chương trình Lilyhammer của Netflix, thể hiện bởi Momodou Lamin Touray.
- Ivan Petrović, ca sĩ pop-opera người Serbi biểu diễn bài hát trong Prvi glas Srbije 2013 (The first Voice of Serbia).
- Năm 2014, giọng nam trung 15 tuổi người Mexico Cristóbal Morales đã hát lại bài hát bằng tiếng Ý, trong album đầu tay thuộc thể loại crossover cổ điển.
- Ca sĩ người Đức Helene Fischer biểu diễn ca khúc trong album năm 2014 và chuyến lưu diễn Farbenspiel Live - Die Tournee.
- Năm 2015, Severino Seeger, Antonio Gerardi, Christoph Cronauer và Kevin Spatt đã hát lại bài hát trong vòng thử giọng của chương trình Deutschland sucht den Superstar của Đức.
- Năm 2015, bộ ba ca sĩ pop-opera người Ý Il Volo ghi âm một bản hát lại trong album Grande Amore [Phiên bản quốc tế].
- Năm 2015, ca sĩ người Flemish Licia Fox phát hành một bản hát lại bằng tiếng Ý, với phần sắp xếp thực hiện bởi Tormy Van Cool.
- Năm 2017, Jackie Evancho thể hiện ca khúc trong album Two Hearts, phát hành ngày 31 tháng 3 năm 2017.
- Tháng 6 năm 2017, Tommie Christiaan đã hát lại bài hát trong chương trình De Beste Zangers, trong tập dành tặng ca sĩ opera Tania Kross.

## Xếp hạng
| Bảng xếp hạng (1990–2012)     | Vị trí cao nhất |
| ----------------------------- | --------------- |
| Áo (Ö3 Austria Top 40)        | 43              |
| Pháp (SNEP)                   | 38              |
| Đức (GfK)                     | 61              |
| Ý (FIMI)                      | 2               |
| Hà Lan (Single Top 100)       | 68              |
| Tây Ban Nha (PROMUSICAE)      | 30              |
| Thụy Sĩ (Schweizer Hitparade) | 16              |